# 圪台乡
圪台乡，是中华人民共和国陕西省延安市黄龙县下辖的一个乡镇级行政单位。

## 行政区划
圪台乡下辖以下地区：
圪台村、长村、柳沟村、马场村、梁湾村、杜岭村、砖庙梁村和分界村。